# Messier 21
Messier 21 (M21 ili NGC 6531) je otvoreni skup kojeg je otkrio Charles Messier 5. lipnja 1764. godine. 

## Svojstva
Skup M21 nalazi se na udaljenosti od 4250 svj. g. Njegov prividni promjer je 13', a stvarni 16 svj. godina.
Dosad je otkriveno 57 zvijezda koje pripadaju ovom skupu. Najsjajnije od tih zvijezda su plavi divovi spektralnog tipa B0. Starost skupa je procijenjena na 4,6 milijuna godina. Vjeruje se da je skup dio velike asocijacije zvijezda nazvana Sagittarius OB1. 
M21 pokazuje veliku koncentraciju prema središtu i sastoji se od zvijezda različitog sjaja.
Na priloženoj fotografiji, M21 je nakupina zvijezda na lijevoj polovici fotografije, iznad Messier 20.

## Amaterska promatranja
Prividni sjaj otvorenog skupa je magnitude +6,5. Vidljiv je u dvogledu kao mutna mrljica iznad M8. Dvogledom je također moguće razaznati najsjajnije zvijezde. Veći teleskopi će pokazati veći broj zvijezda. Oko 30 ih je vidljivo u 200 mm-skom teleskopu na umjerenom povećanju. Skup čini veoma lijep trio s obližnjim maglicama M8 i M20.

## Vanjske poveznice
- (engl.) SEDS: NGC 6531
- (engl.) Hartmut Frommert: Revidirani Novi opći katalog
- (engl.) Izvangalaktička baza podataka NASA-e i IPAC-a
- (engl.) Astronomska baza podataka SIMBAD
- (engl.) VizieR
- (engl.) Auke Slotegraaf: NGC 6531 Deep Sky Observer's Companion
- (engl.) Courtney Seligman: Objekti Novog općeg kataloga: NGC 6500 - 6549
- Filip Lolić